# Ar'jany Martha
Ar'jany Martha (Róterdam, 4 de septiembre de 2003) es un futbolista neerlandés que juega de delantero en el Rotherham United F. C. de la League One.

## Trayectoria
Con raíces en Curazao, se incorporó durante su infancia al Spartaan '20 en el sur de su ciudad natal, Róterdam. Más tarde se trasladó a la academia de fútbol del club profesional Sparta de Róterdam, donde jugó durante cuatro años. Después se trasladó a la academia del Ajax de Ámsterdam. Desde la temporada 2020-21 juega en el segundo equipo Jong Ajax de la segunda división Eerste Divisie.

## Selección nacional
Es internacional juvenil con Países Bajos.

## Estadísticas

### Clubes
Actualizado al último partido disputado el 25 de octubre de 2024.
| Club                             | Div.          | Temporada     | Liga  | Liga  | Liga   | Copas nacionales | Copas nacionales | Copas nacionales | Copas internacionales | Copas internacionales | Copas internacionales | Total | Total | Total  |
| Club                             | Div.          | Temporada     | Part. | Goles | Asist. | Part.            | Goles            | Asist.           | Part.                 | Goles                 | Asist.                | Part. | Goles | Asist. |
| -------------------------------- | ------------- | ------------- | ----- | ----- | ------ | ---------------- | ---------------- | ---------------- | --------------------- | --------------------- | --------------------- | ----- | ----- | ------ |
| Jong Ajax · Países Bajos         | 2.ª           | 2020-21       | 29    | 3     | 0      | —                | —                | —                | —                     | —                     | —                     | 29    | 3     | 0      |
| Jong Ajax · Países Bajos         | 2.ª           | 2021-22       | 28    | 3     | 1      | —                | —                | —                | —                     | —                     | —                     | 28    | 3     | 1      |
| Jong Ajax · Países Bajos         | 2.ª           | 2022-23       | 30    | 3     | 2      | —                | —                | —                | —                     | —                     | —                     | 30    | 3     | 2      |
| Jong Ajax · Países Bajos         | 2.ª           | 2023-24       | 23    | 0     | 2      | —                | —                | —                | —                     | —                     | —                     | 23    | 0     | 1      |
| Jong Ajax · Países Bajos         | Total club    | Total club    | 110   | 9     | 5      | 0                | 0                | 0                | 0                     | 0                     | 0                     | 110   | 9     | 5      |
| Ajax de Ámsterdam · Países Bajos | 1.ª           | 2023-24       | 9     | 0     | 1      | 1                | 0                | 0                | 2                     | 0                     | 1                     | 12    | 0     | 2      |
| Ajax de Ámsterdam · Países Bajos | Total club    | Total club    | 9     | 0     | 1      | 1                | 0                | 0                | 2                     | 0                     | 1                     | 12    | 0     | 2      |
| K Beerschot VA · Bélgica         | 1.ª           | 2024-25       | 10    | 0     | 1      | 0                | 0                | 0                | —                     | —                     | —                     | 10    | 0     | 1      |
| K Beerschot VA · Bélgica         | Total club    | Total club    | 10    | 0     | 1      | 0                | 0                | 0                | 0                     | 0                     | 0                     | 10    | 0     | 1      |
| Total carrera                    | Total carrera | Total carrera | 129   | 9     | 7      | 1                | 0                | 0                | 2                     | 0                     | 1                     | 132   | 9     | 8      |